# Бързи и яростни 6
„Бързи и яростни 6“ (на английски: Fast & Furious 6) е американски игрален екшън филм от 2013 г. на режисьора Джъстин Лин и сценариста Крис Моргън с участието на Вин Дизел, Пол Уокър, Дуейн Джонсън, Мишел Родригес, Джордана Брустър, Лудакрис, Гал Гадот, Тайриз Гибсън, Сунг Канг, Люк Евънс и др.
Както в предишните два филма от поредицата „Бързи и яростни“, „Бърз и яростен“ и „Удар в Рио“, събитията във филма протичат не на основата на улични състезания, а на криминална тематика – смята се, че състезателната тематика в предишните филми е „поставяла бариера“ на тяхната гледаемост.
Пре-продукцията на филма започва през април 2011, а началото на снимачния процес е поставено през юли 2012 г. в Лондон. Други филмови локации са Канарските острови, Глазгоу и Лос Анджелис. На 7 май 2013 г. се състои премиера на филма само за Лондон, а десет дни по-късно за цяла Великобритания. Световната премиера на филма е на 24 май 2013 г. Снимките на следващия филм от поредицата, „Бързи и яростни 7“, започнаха през септември 2013 година.

## Сюжет
Внимание:  Текстът по-долу разкрива сюжета на произведението (или части от него)!
Екипът на Доминик Торето е разпръснат в различни точки на света. Макар да си осигуряват солидна сума пари в предходната част, бягството от властите и закона се оказва мъчително и непосилно и всички заедно трябва да съберат сили, за да се завърнат у дома.

В същото време агент Хобс е по петите на престъпна организация, начело на която стои безмилостният бивш военен Оуен Шоу. Дясната ръка на Шоу е не кой да е, а считаната за загинала Лети, приятелката на Доминик, изгубила паметта си.

В крайна сметка Хобс, лишен от друг избор, е принуден да свика хора, които по най-добрия начин могат да преборят групировката и тук на помощ идват Дом и приближените му. Цената е изчистването на досиетата им, така че да могат да заминат необезпокоени за Съединените щати.

## Актьорски състав
- Вин Дизел в ролята на Доминик Торето – уличен състезател и беглец
- Пол Уокър в ролята на Брайън О'Конър – бивш агент на ФБР, превърнал се в престъпник; обвързан е с Мия Торето
- Дуейн Джонсън в ролята на Люк Хобс – агент на ДСС
- Мишел Родригес в ролята на Лети Ортиз – бившата приятелка на Доминик, считана за мъртва; страда от амнезия и работи за Шоу
- Джордана Брустър в ролята на Мия Торето – сестра на Доминик и приятелка на Брайън
- Тайриз Гибсън в ролята на Роман Пиърс – приятел на Брайън от детството
- Крис Бриджис (Лудакрис) в ролята на Тедж Паркър
- Сунг Канг в ролята на Хан Сеул – уличен състезател и член на екипа на Доминик
- Люк Евънс в ролята на Оуен Шоу – бивш военен от Специалните части, сега водач на банда за обири
- Джина Карано в ролята на Райли – член на екипа на Хобс
- Джон Ортиз в ролята на Артуро Брага – довереник на Шоу
- Гал Гадот в ролята на Жизел Яшар – бивш агент на Мосад; превръща се в професионален престъпник
- Джо Таслим в ролята на Джа – хладнокръвен убиец; владее бойни изкуства и паркур
- Клара Паджет в ролята на Вег
- Елза Патаки в ролята на Елена Невес
- Рита Ора в ролята на „глава“ на лондонски състезателен отбор
- Шей Уигъм в ролята на агент Стасиак
- Джейсън Стейтъм в ролята на Декард Шоу – брат на Оуен Шоу

## Саундтрак
Музиката към филма е дело на Лукас Видал. Албум, съдържащ музиката към филма, е издаден от „Деф Джам Рекординг“ на 21 май 2013 г. и включва много електронни и хип-хоп композиции, написани от Дедмаус, Лудакрис и др.

## Компютърни игри
Игра, носеща името „Fast & Furious: Showdown“, излиза на 21 май 2013 г. Играта е разработена от „Файърбранд Геймс“ и издадена от „Активижън“ за „Уиндоус“, „Плейстъйшън 3“, „Уий“, „Ексбокс 360“ и „Нинтендо 3DS“. Играта е базирана на събития както от „Бързи и яростни 6“ и „Бърз и яростен“, така и такива от други филми от поредицата.
Игра за мобилни устройства на име „Fast & Furious 6: The Game“ е разработена от „Експлоудинг Барел Геймс“ и издадена на 16 май 2013 г. от студио „Кабам“ за „Айфон“, „Айпод Тъч“ и „Айпад“. Играта проследява филмовото действие, позволявайки на играча да се състезава и персонализира автомобили успоредно с героите.

## Продължение
На 4 април 2013 г. Джъстин Лин обявява, че няма да се завърне на режисьорския стол за „Бързи и яростни 7“; в същото време от студиото искат филма готов за лятото на 2014, което означава Лин да започне пре-продукцията на седмия филм, работейки в същото време по постпродукцията на шестия, а това не би се отразило добре на качеството на крайния продукт.
През април 2013 г. Дизел обявява, че премирата на продължението ще се състои на 11 юли 2014, като продукцията ще започне през август. Месец по-късно същият посочва за снимачни локации Близкия изток и Токио.

## В България
В България филмът излиза по кината на същата дата от Форум Филм България.
На 23 септември 2013 г. е издаден на DVD от A+Films.
На 21 юни 2017 г. е излъчен премиерно по bTV Cinema с български войсоувър дублаж, направен от студио VMS. Екипът се състои от:
| Преводач            | Силвия Вълкова                                                          |
| Тонрежисьор         | Георги Калудов                                                          |
| Режисьор на дублажа | Добрин Добрев                                                           |
| Озвучаващи артисти  | Милица Гладнишка Яница Митева Христо Узунов Иван Велчев Момчил Степанов |